# 斯莫林斯科耶湖
57°32′53″N 27°57′58″E / 57.5481°N 27.9661°E

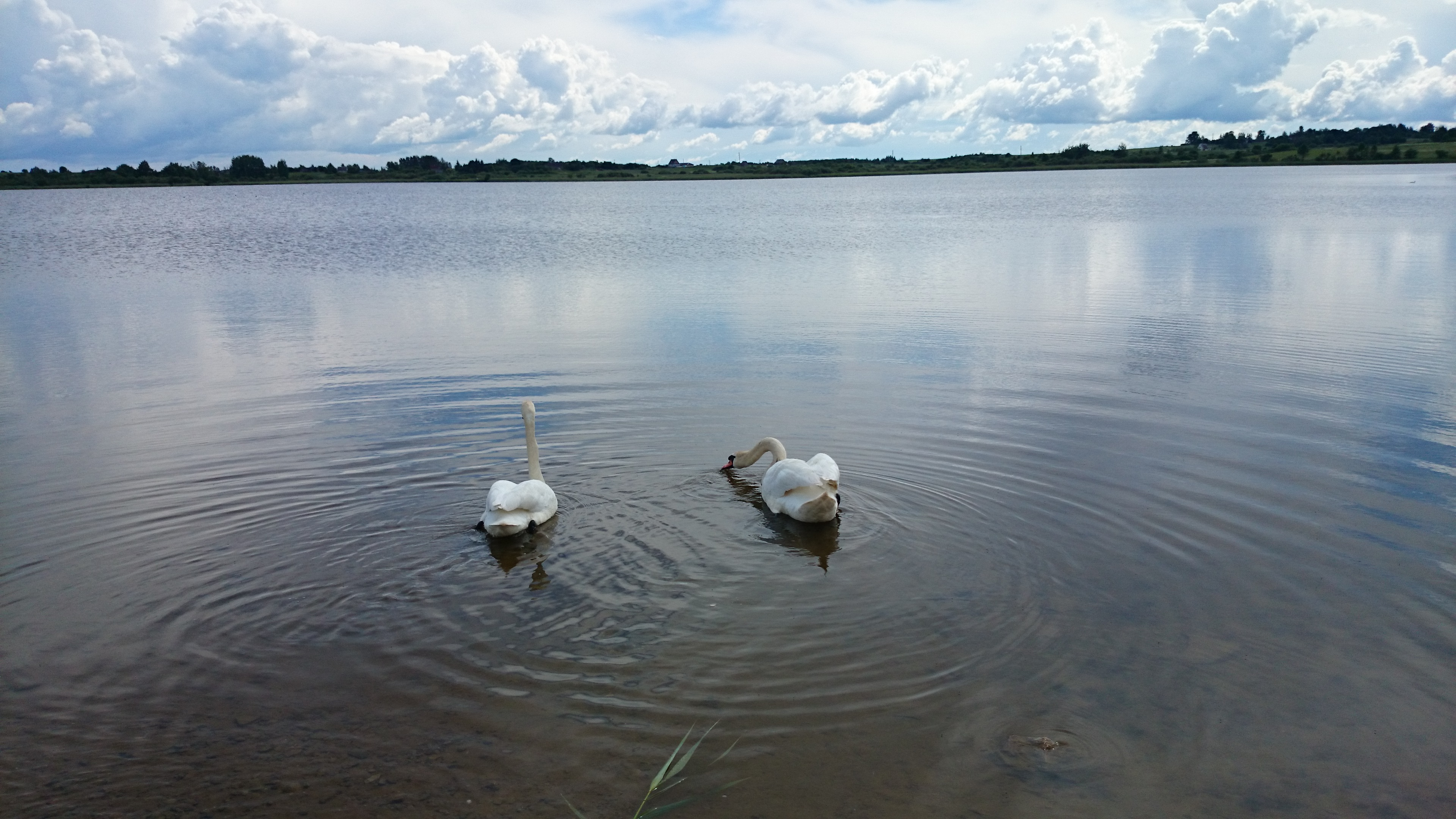

斯莫林斯科耶湖（俄语：Смолинское），是俄羅斯的湖泊，位於該國西北部，由普斯科夫州負責管轄，處於帕爾基諾區，面積1.3平方公里，集水區面積25.9平方公里，平均水深4.5米，最大水深8米。